# Nodozana fifi
Nodozana fifi là một loài bướm đêm thuộc phân họ Arctiinae, họ Erebidae.